# George Moore (öttusázó)
George Bissland Moore (Saint Louis, Missouri, 1918. október 6. – 2014. július 4.) amerikai öttusázó, katona.
Fiatal korában atletizált, majd katonai főiskolán tanult, és így lett öttusázó. Részt vett a második világháborúban, megsérült, de számos kitüntetést is kapott. Később, egészen 1965-ig tanított is a United States Military Academy-n. Ezredesi rangig jutott.
Az 1948-as londoni olimpián ezüstérmet szerzett egyéni öttusában.